# (I'll Never Be) Maria Magdalena
(I'll Never Be) Maria Magdalena är en låt med västtyska sångerskan Sandra från albumet The Long Play 1985, samt släpptes på singel samma år. Låten blev en stor internationell hit, och spelades ofta i radio. Remixversioner utkom 1993 och 1999. Låten är tillsammans med Belinda Carlisle "Heaven is a place on earth" en av de musikstycken som spelats mest genom tiderna i programmet Sportextra i Sveriges Radio.[källa behövs] Låten fick också uppmärksamhet i Sverige då den spelades i TV-programmet Nöjesmassakern.

## Format och låtlistor
7"-singel
1. "(I'll Never Be) Maria Magdalena" — 4:00
2. "Party Games" (instrumental) — 3:21

12"-maxi
1. "(I'll Never Be) Maria Magdalena" (extended mix) — 7:12
2. "Party Games" (instrumental) — 3:21

Maxi-CD - 1993
1. "Maria Magdalena '93" (radioversion) — 3:58
2. "Maria Magdalena '93" (klubbmix) — 6:01
3. "Maria Magdalena '93" (originalversion) — 3:58

12"-maxi - 1999
1. "Maria Magdalena '99" (originalversion) — 3:58
2. "Maria Magdalena '99" (remixversion) — 3:59

## Listplacering
| Lista (1985-1986) | Topplacering |
| ----------------- | ------------ |
| Frankrike         | 5            |
| Nederländerna     | 2            |
| Norge             | 6            |
| Nya Zeeland       | 1            |
| Schweiz           | 1            |
| Sverige           | 1            |
| Österrike         | 1            |

### Fotnoter
1. ↑  ”Listplacering”. Arkiverad från originalet den 11 mars 2012. https://www.webcitation.org/665cjDCZ8?url=http://lescharts.com/search.asp?todo=notfound. Läst 24 maj 2011.
2. ↑  ”Listplacering”. Arkiverad från originalet den 11 mars 2012. https://www.webcitation.org/665ck8uW7?url=http://dutchcharts.nl/search.asp?todo=notfound. Läst 24 maj 2011.
3. ↑  ”Listplacering”. Arkiverad från originalet den 11 mars 2012. https://www.webcitation.org/665clkhRq?url=http://norwegiancharts.com/search.asp?todo=notfound. Läst 24 maj 2011.
4. ↑  ”Listplacering”. Arkiverad från originalet den 11 mars 2012. https://www.webcitation.org/665cn09QQ?url=http://charts.org.nz/search.asp?todo=notfound. Läst 24 maj 2011.
5. ↑  ”Listplacering”. Arkiverad från originalet den 11 mars 2012. https://www.webcitation.org/665co28Zu?url=http://hitparade.ch/search.asp?todo=notfound. Läst 24 maj 2011.
6. ↑  ”Listplacering”. Arkiverad från originalet den 11 mars 2012. https://www.webcitation.org/665cpLxiv?url=http://swedishcharts.com/search.asp?todo=notfound. Läst 24 maj 2011.
7. ↑  ”Listplacering”. Arkiverad från originalet den 11 mars 2012. https://www.webcitation.org/665cqEnqI?url=http://austriancharts.at/search.asp?todo=notfound. Läst 24 maj 2011.